# West Clandon
West Clandon é uma vila em Surrey, Inglaterra cerca de 1 milha da autoestrada A3. Está situada a uma milha a noroeste da vila separada, muito menor, de East Clandon.
West Clandon é servido pela estação ferroviária de Clandon, que oferece serviços de parada via Cobham e Stoke D'Abernon, bem como via Epsom para London Waterloo em uma direção e para Guildford na outra. A estação de Woking fica a cerca de 8 km de distância (embora não haja uma conexão ferroviária direta) e oferece muitos outros destinos e um serviço rápido para Londres.

## História e marcos
West Clandon aparece no Domesday Book indiviso como Clanedun, mantido por Hugo (Hugh) de Edward de Salisbury . Seus ativos domésticos eram: 2½ peles ; 1 igreja (substituída aproximadamente um século depois), 1 moinho no valor de 3 s, 2 arados e meio, bosque no valor de 5 porcos . Ele rendeu £ 3 por ano aos seus senhores .
Clandon House, uma mansão de arquitetura palladiana, fica na vila, uma casa que acolhe dias dedicados a visitas e casamentos, inteiramente administrada pelo The National Trust. Clandon Park não faz parte do National Trust. Clandon Park é uma propriedade agrícola de 1000 acres que é a sede dos Condes de Onslow e atualmente é propriedade e administrada por Rupert Charles William Bullard Onslow, 8º Conde de Onslow . George Duncumbe a possuiu de 1615 até 1642 em sua venda gradual para Sir Richard Onslow começando com a grande pousada no parque em 1642, e uma série de transações com a família Onslow, iniciadas em 1650, foi finalmente concluída em 1711 pela transferência de o feudo de Sir Richard Onslow, um amável Cabeça Redonda (Parlamentarista) .
Clandon Park tem sido continuamente propriedade de sucessivos Condes de Onslow como seu assento; como herdeiros das terras do conde de Surrey, até o final do século XX o conde foi o maior proprietário privado de terras do condado. Clandon Park permanece sob a propriedade do Conde de Onslow . A casa, Clandon House, é propriedade do National Trust e foi amplamente destruída por um incêndio em abril de 2015.

### Igreja
A grande igreja do final do século XII tem telhados medievais posteriores. Há um relógio de sol canônico na parede sul. Na capela-mor conservam-se, em vitrina, alguns painéis medievais de carvalho; provavelmente data do final do século XIII ou início do século XIV; as figuras sobre eles são São Pedro e São Paulo em ambos os lados de São Tomás de Cantuária ; os dois apóstolos carregam seus respectivos emblemas, as chaves e a espada; o arcebispo martirizado entre eles tem sua mão direita erguida em bênção, enquanto a esquerda segura o bastão em cruz; há vestígios de ouro no nimbo de cada santo e as figuras são grosseiramente contornadas em preto. Grande parte dos bancos na parte oeste da nave é bem entalhada em madeira escura importada do exterior por um ex-conde de Onslow.
A torre tinha seis sinos, todos de Thomas Lester, 1741, mas o terceiro, o quarto e o quinto foram refeitos por Mears e Stainbank em 1875. Um estava inscrito em maiúsculas 'Nos momentos apropriados, minha voz dispara, para meu louvor bennifator'. Em 1913, esses sinos foram destruídos por um incêndio e seis novos sinos de Mears e Stainbank foram instalados em 1914. Em 1932, Mears e Stainbank adicionaram dois novos agudos e substituíram os agudos de 1914 por um novo sino, para dar o toque atual de oito.
O prato de comunhão inclui uma taça elizabetana e uma patena de tampa da data de 1569; também outra patena de 1712 dada por Sir Richard Onslow.
Os registros começam no incomum início do ano de 1536.

## Facilidades

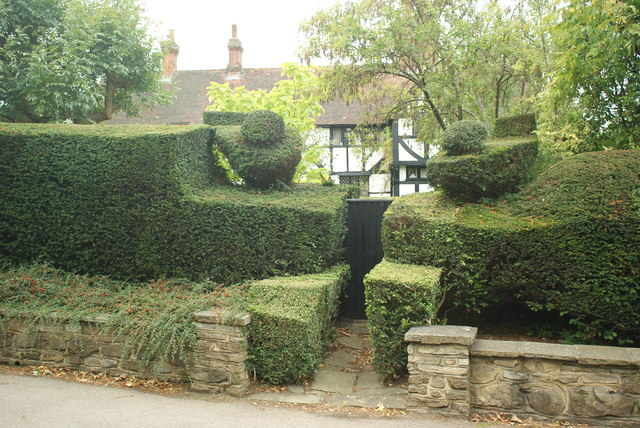
A topiaria é vista em algumas das propriedades da vila, que possui um centro de jardinagem em sua principal área de parque e uma longa história de paisagismo.

A única loja dentro dos limites da freguesia é a loja de presentes Clandon Park e o Garden Centre. A vila tem dois pubs : The Onslow Arms e The Bull's Head, bem como uma Legião Britânica . O Onslow Arms foi fechado para reforma em junho de 2010 até o final daquele ano.
Os residentes da vila também podem se juntar ao grupo social da vila, chamado Rompers, que organiza almoços, cafés, queijos e vinhos, churrasco e festa de inverno.

## Folclore
Diz a lenda que uma vez um dragão bloqueou a rota para West Clandon. Em comemoração, há um dragão cortado na face de giz de uma antiga pedreira. A lenda foi registrada na Gentleman's Magazine em 1796, onde foi contado que o dragão infestou uma das ruelas da vila. Um soldado matou o dragão com a ajuda de seu cachorro, em troca de ser perdoado por deserção. A placa moderna da vila representa a batalha entre o cão e o dragão.
As aldeias vizinhas incluem Ockham, East and West Horsley . As cidades locais são Woking e Guildford .

## Demografia e habitação
| Área de saída        | Independente | Geminada | Com terraço | Flats e apartamentos | Caravanas / casas temporárias / móveis | compartilhado entre famílias |
| -------------------- | ------------ | -------- | ----------- | -------------------- | -------------------------------------- | ---------------------------- |
| (Junta de Freguesia) | 326          | 122      | 17          | 42                   | 1                                      | 0                            |

O nível médio de acomodação na região composta por moradias isoladas foi de 28%, a média dos apartamentos foi de 22,6%.
| Área de saída        | População | Famílias | % Propriedade total | % Detida com um empréstimo | hectares |
| -------------------- | --------- | -------- | ------------------- | -------------------------- | -------- |
| (Junta de Freguesia) | 1.363     | 508      | 44,1%               | 28,3%                      | 957      |

A proporção de agregados familiares na freguesia que possuíam a sua casa imediatamente compara com a média regional de 35,1%. A proporção dos que possuíam casa própria com empréstimo se compara à média regional de 32,5%. O restante   % é composto de moradias alugadas (mais um insignificante % das famílias que vivem sem pagar aluguel).